# 16947 Wikrent
16947 Wikrent è un asteroide della fascia principale. Scoperto nel 1998, presenta un'orbita caratterizzata da un semiasse maggiore pari a 2,2371514 UA e da un'eccentricità di 0,1492459, inclinata di 2,03548° rispetto all'eclittica.